# Viện kiểm sát nhân dân cấp cao tại Đà Nẵng
Viện kiểm sát nhân dân cấp cao tại Đà Nẵng (tên gọi khác: Viện kiểm sát nhân dân cấp cao 2, Viện cấp cao 2) là Viện kiểm sát nhân dân cấp cao tại Việt Nam có trụ sở tại thành phố Đà Nẵng, có phạm vi thẩm quyền theo lãnh thổ đối với 12 tỉnh Miền Trung - Tây Nguyên là Quảng Bình, Quảng Trị, Thừa Thiên Huế, Đà Nẵng, Quảng Nam, Quảng Ngãi, Bình Định, Phú Yên, Khánh Hòa, Kon Tum, Gia Lai và Đắk Lắk.

## Lịch sử
Tiền thân của Viện kiểm sát nhân dân cấp cao tại Đà Nẵng là Viện thực hành quyền công tố và kiểm sát xét xử phúc thẩm tại Đà Nẵng (gọi tắt là Viện Phúc thẩm 2).
Ngày 1 tháng 6 năm 2015, Viện kiểm sát nhân dân cấp cao tại Đà Nẵng được thành lập và chính thức đi vào hoạt động với 33 nhân viên.
Năm 2017, số lượng nhân viên tăng lên 63, trong đó có 20 kiểm sát viên cao cấp.
Sáng ngày 31 tháng 12 năm 2019, Viện kiểm sát nhân dân cấp cao tại Đà Nẵng được trao tặng Huân chương Lao động hạng Nhất.

## Cơ cấu tổ chức
Tổ chức bộ máy của Viện kiểm sát nhân dân cấp cao tại Đà Nẵng gồm có:
1. Ủy ban kiểm sát
2. Ba viện nghiệp vụ: 
  1. Viện thực hành quyền công tố và kiểm sát giải quyết án hình sự (Viện 1)
  2. Viện kiểm sát việc giải quyết vụ việc dân sự, hôn nhân và gia đình (Viện 2)
  3. Viện kiểm sát việc giải quyết án hành chính, vụ việc kinh doanh thương mại, lao động và những việc khác theo quy định của pháp luật (Viện 3)
3. Văn phòng

## Lãnh đạo đương nhiệm
- Viện trưởng: Phạm Văn Cần, Kiểm sát viên cao cấp, nguyên Viện trưởng Viện kiểm sát nhân dân tỉnh Quảng Trị
- Các phó viện trưởng:
  1. Trần Đức Dương, sinh năm 1969,[3] Kiểm sát viên cao cấp, nguyên Chánh Văn phòng Viện kiểm sát nhân dân cấp cao tại Đà Nẵng (nhiệm kỳ 5 năm kể từ ngày 1-9-2015)[4]
  2. Nguyễn Văn Chiến, nhậm chức từ ngày 15 tháng 3 năm 2019, nguyên Chánh Văn phòng, Viện kiểm sát nhân dân cấp cao tại Đà Nẵng[5]
  3. Phan Vũ Hoàng, sinh năm 1963.
  4. Phan Văn Tâm, sinh năm 1965.

## Lãnh đạo qua các thời kỳ

### Viện trưởng
- Phan Văn Sơn (từ ngày 9 tháng 6 năm 2015 đến khi nghỉ hưu vào tháng 10 năm 2016).[6]
- Nguyễn Quang Dũng (từ ngày 15 tháng 10 năm 2016 đến ngày 1 tháng 4 năm 2020).

### Phó Viện trưởng
- Nguyễn Văn Hòa (nhiệm kì 1 tháng 9 năm 2015 – 15 tháng 7 năm 2017), Kiểm sát viên cao cấp, nguyên Trưởng phòng Vụ Kiểm sát giải quyết các vụ, việc dân sự, hôn nhân và gia đình [4]